# Walter Mignolo
Walter Mignolo (Provincia de Córdoba, Argentina, 1 de mayo de 1941) es un semiólogo argentino y profesor de literatura en la Universidad de Duke, en Estados Unidos. Se le conoce como una de las figuras centrales del pensamiento decolonial latinoamericano y como miembro fundador del Grupo modernidad/colonialidad.

## Biografía y pensamiento
Mignolo nació en la llamada pampa gringa (provincia de Córdoba, Argentina). En 1964 se graduó como licenciado en Filosofía en la Universidad Nacional de Córdoba y luego ganó una beca para viajar a Francia y estudiar semiótica, donde fue alumno de Roland Barthes y Gérard Genette. Allí recibió en 1974 el doctorado de la École des Hautes Études. 
Inicialmente se interesó por la filosofía del lenguaje y la semiótica y realizó algunos aportes a la comprensión de textos coloniales del siglo XVI. Llegó a los Estados Unidos hacia 1973, primero como profesor de la Universidad de Indiana y luego en Míchigan. De los estudios coloniales pasó a interesarse por las teorías poscoloniales, que estaban muy en boga en los Estados Unidos durante la década de los noventa.
En 1995 publica su libro The Darker Side of the Renaissance, que lo dio a conocer mundialmente en el campo de los estudios poscoloniales y subalternos, así como en el ámbito de la Filosofía latinoamericana, debido a sus constantes referencias a la obra de filósofos como Edmundo O'Gorman, Rodolfo Kusch, Leopoldo Zea y Enrique Dussel. En este libro, Mignolo sostiene la tesis de que  el renacimiento europeo de los siglos XV y XVI tuvo "otra cara" olvidada e invisibilizada: la colonización de las Américas. Esta se convertiría en una de las tesis centrales del Grupo modernidad/colonialidad, en cuya formación Mignolo cumplió un papel clave. El grupo estaba conformado por figuras de la intelectualidad académica latinoamericana como Aníbal Quijano, Enrique Dussel, Arturo Escobar, Santiago Castro-Gómez, Edgardo Lander y otros. Sus escritos nutrieron buena parte del trabajo colectivo del grupo.
Entre sus aportes más importantes se cuenta la producción de categorías de análisis como "diferencia colonial", "pensamiento fronterizo", "colonialidad del ser" y la idea de "hemisferio occidental/ el atlántico norte". Desde 1993 trabaja en la Universidad de Duke (Estados Unidos), donde actualmente es director del Instituto Franklin para estudios interdisciplinarios e internacionales.

## Libros
- The Darker Side of the Renaissance: Literacy, Territoriality, Colonization (1995). Obra ganadora del Katherine Singer Kovacs prize de la Modern Languages Association. Traducción al castellano:El Lado más oscuro del renacimiento: Alfabetización, territorialidad y colonización. Traducción por Cristóbal Gnecco, Editorial Universidad del Cauca, Popayán, Colombia, 2016
- Local Histories/Global Designs: Coloniality. Subaltern Knowledges and Border Thinking (1999). Traducción al castellano: Historias locales / diseños globales. Colonialidad, conocimientos subalternos y pensamiento fronterizo. Madrid: Akal. 2002
- La Idea de Latinoamerica (2005). Obra ganadora del Premio Frantz Fanon por Excelente Contribución al Pensamiento Caribeño, otorgado por la Asociación Caribeña de Filosofía. Traducción al castellano: La idea de América Latina. La herida colonial y la opción decolonial. Barcelona: Gedisa. 2007